# Israel Shipyards

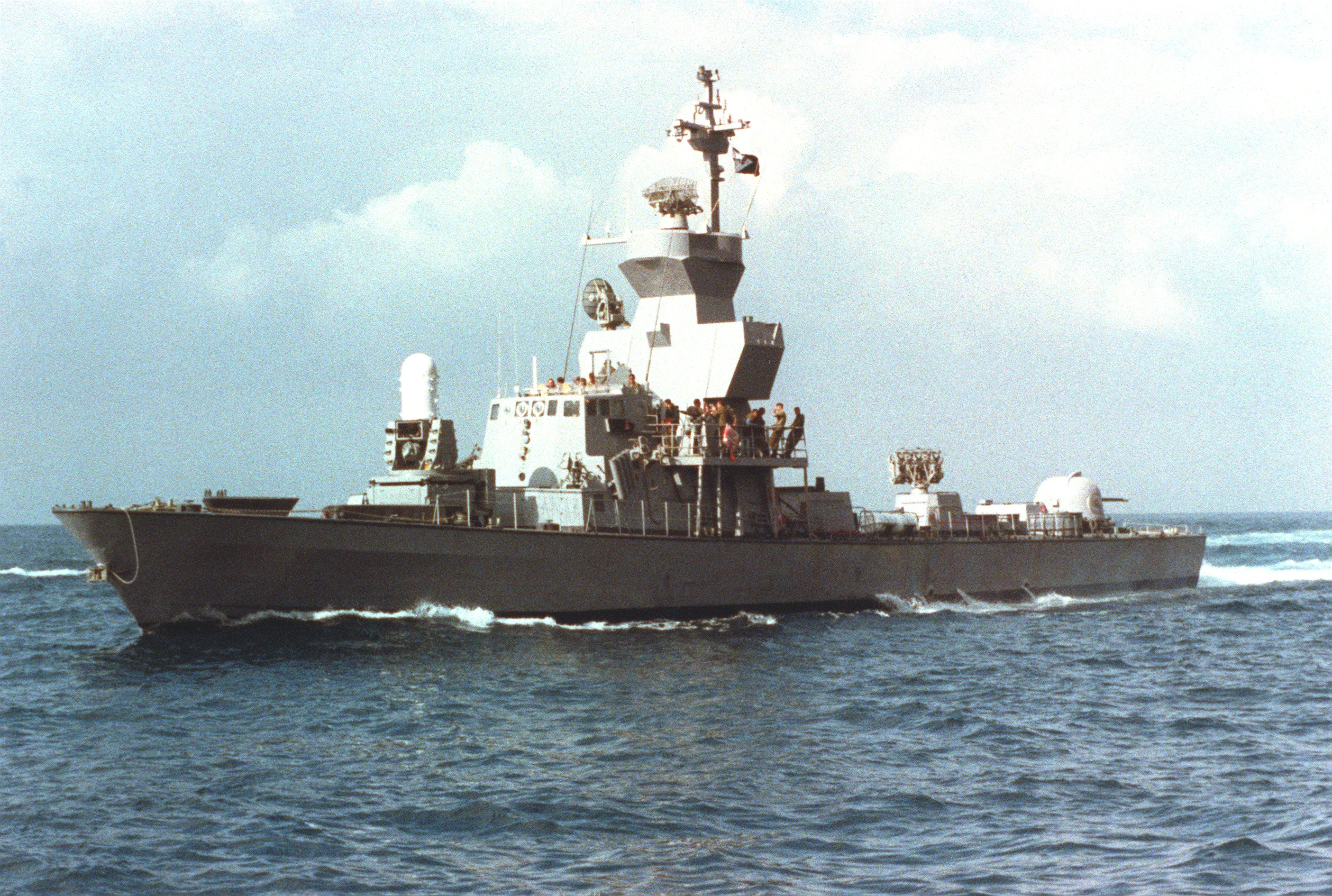
INS Hetz (Saʿar 4.5-class missile boat)

Israel Shipyards (hebräisch מִסְפָּנוֹת יִשְׂרָאֵל בָּעָ״מ Mispanōt Jisraʾel BaʿA"M, deutsch ‚Werften Israels GmbH‘) in Haifa ist eine der größten Schiffbau- und Reparatur-Werften im östlichen Mittelmeer. Das Unternehmen betreibt auch den ersten und einzigen in Privatbesitz befindlichen Hafen in Israel. Die Anlagen des Unternehmens liegen am Kischon Port, einem Teil des Hafens von Haifa. Sie umfassen ein Schwimmdock mit 20.000 t Tragfähigkeit und einem 900 m langen Kai mit 12 m Wassertiefe.

## Geschichte
Der israelische Staat gründete die Werft 1959, um zivile und militärische Schiffe zu bauen, zu warten und umzurüsten. Infolge jahrelanger Verluste wurde die Werft 1995 privatisiert und an die im Besitz des israelischen Investors Shlomo Shmeltzer befindliche Shlomo Group verkauft.